# قسم مهرانرود الجنوبي الريفي (مقاطعة بستان أباد)
قسم مهرانرود الجنوبي الريفي (بالفارسية: دهستان مهرانرود جنوبی) هي منطقة ريفية تقع في إيران في قسم. يقدر عدد سكانها بـ 4,661 نسمة .